# Unie van Socialprofitondernemingen
De Unie van socialprofitondernemingen (Unisoc), in het Frans Union des entreprises à profit social, is een Belgische werkgeversorganisatie voor de social profitsector.

## Historiek
De organisatie werd op 29 juni 1994 opgericht onder de naam Confederatie van de socialprofitondernemingen (CSPO), in het Frans Confédération des entreprises non marchandes (CENM), op initiatief van Jan Peers. Hij werd tevens de eerste voorzitter.
Van bij haar oprichting zetelde de CSPO als geassocieerd lid in de Nationale Arbeidsraad (NAR) en sinds 1998 als expert in de Centrale Raad voor het Bedrijfsleven (CRB). Op 11 februari 2009 werd de huidige naam aangenomen en op 11 september van datzelfde jaar werd de werkgeversorganisatie erkent als volwaardig sociaal partner. Ze kreeg 1 van de 13 werkgeverszetels toegewezen in de NAR en 2 van de 27 in de CRB.

## Structuur
Unisoc verenigt bijna vijftig sectorale werkgeversfederaties.
De federaties die lid zijn van Unisoc zijn actief in verschillende paritaire comités:
- PC 152 en 225 - Gesubsidieerd vrij onderwijs
- PC 318 - Diensten voor gezins- en bejaardenhulp
- PC 319 - Opvoedings- en huisvestingsinstellingen
- PC 327 - Beschutte werkplaatsen, sociale werkplaatsen en maatwerkbedrijven
- PC 329 - Sociaal-culturele sector
- PC 330 - Gezondheidszorginstellingen en -diensten
- PC 331 en 332 - Welzijns- en gezondheidssector
- PC 337 - Aanvullende PC voor de non-profitsector

### Bestuur
| Tijdspanne   | Voorzitter       |
| CSPO         | CSPO             |
| ------------ | ---------------- |
| 1994 - 2009  | Jan Peers        |
| UNISOC       |                  |
| 2009 - 2019  | Jan Peers        |
| 2019 - 2023  | Margot Cloet     |
| 2023 - heden | Klaartje Theunis |

| Tijdspanne   | Algemeen directeur |
| CSPO         | CSPO               |
| ------------ | ------------------ |
| 2007 - 2009  | Sylvie Slangen     |
| UNISOC       |                    |
| 2009 - 2017  | Sylvie Slangen     |
| 2017 - 2019  | Erik Van Laer      |
| 2019 - heden | Michaël De Gols    |